# Portico di San Luca
Le portico di San Luca (en italien : arcades de Saint-Luc) est une longue galerie couverte érigée à Bologne, en Italie.
Construit à la fin du XVIIe et au début du  XVIIIe siècle, il s'agit probablement de la série d'arcades la plus longue du monde, mesurant près de 3,8 km de long et reliant la porte Saragozza au sanctuaire Madonna di San Luca.

## Caractéristiques
Le portico di San Luca s'étend à l'ouest du centre historique de Bologne, reliant l'arco Bonaccorsi, en face de la porte Saragozza, l'une des portes de l'ancienne enceinte de la ville, au sanctuaire Madonna di San Luca, qui lui donne son nom. Mesurant 3,8 km de long, il comporte entre 658 et 666 arches,, peintes en rouge.
Le portico débute sur l'arco Bonaccorsi, un arc monumental érigé au débouché de la via Saragozza. Il longe le côté nord de cette voie en direction de l'ouest pendant 1,5 km, sur un terrain plat. Il est alors rejoint par les arcades provenant du cimetière monumental de la Chartreuse, au nord, et débouche sur l'arco del Meloncello, une structure surplombant la via Saragozza et permet au portico de la traverser.
Le portico di San Luca s'engage alors le long de la via di San Luca dans la montée vers le sanctuaire. Cette partie, longue de 2,3 km comporte également 15 chapelles, érigées toutes les vingt arches environ. Il est parsemé d'ex-voto d'époques diverses.

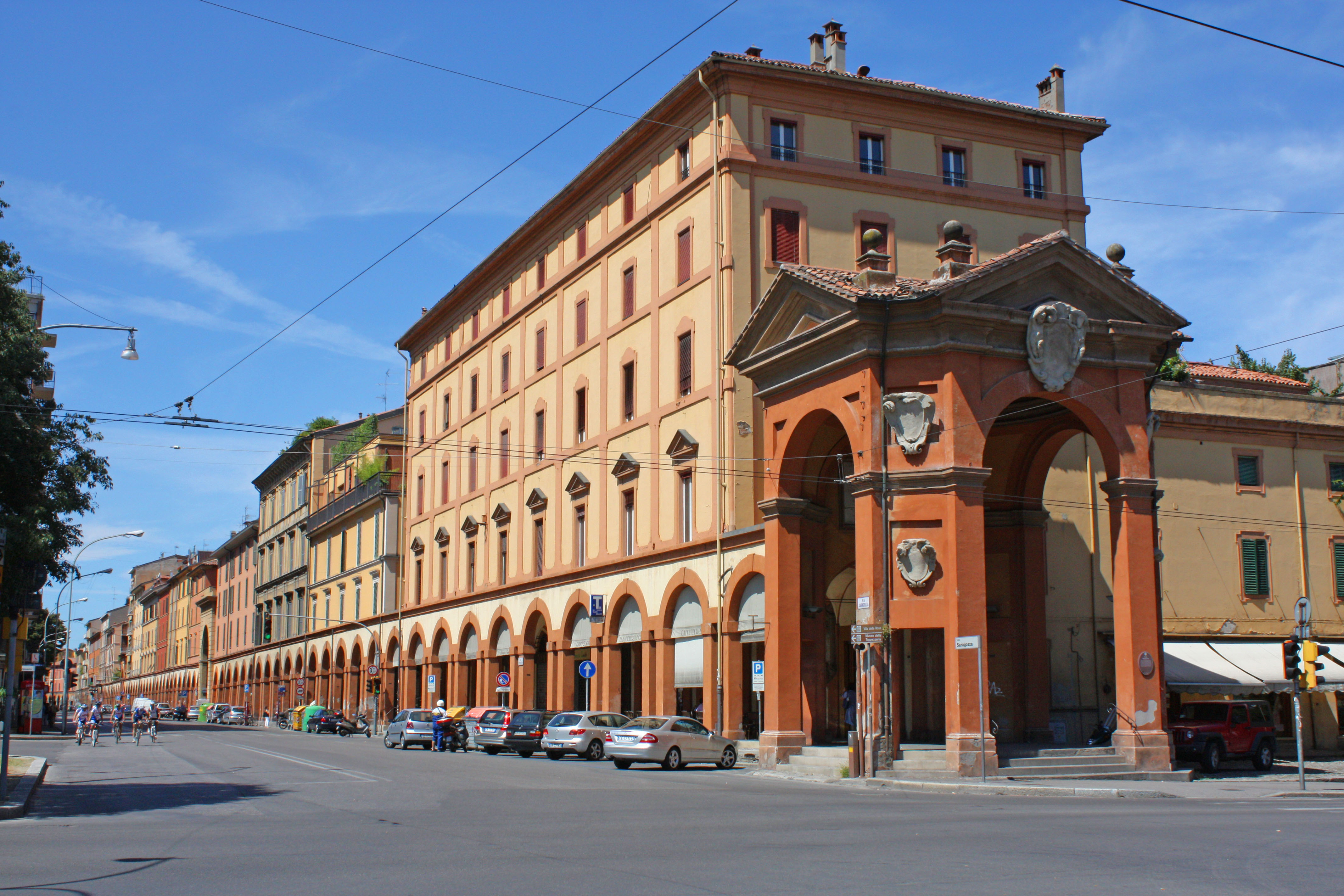
L'arco Bonaccorsi  début du portico di San Luca.
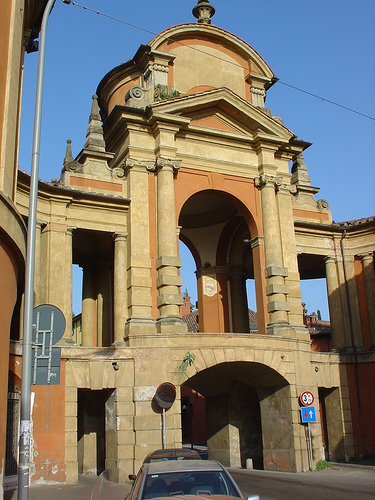
Arco del Meloncello.
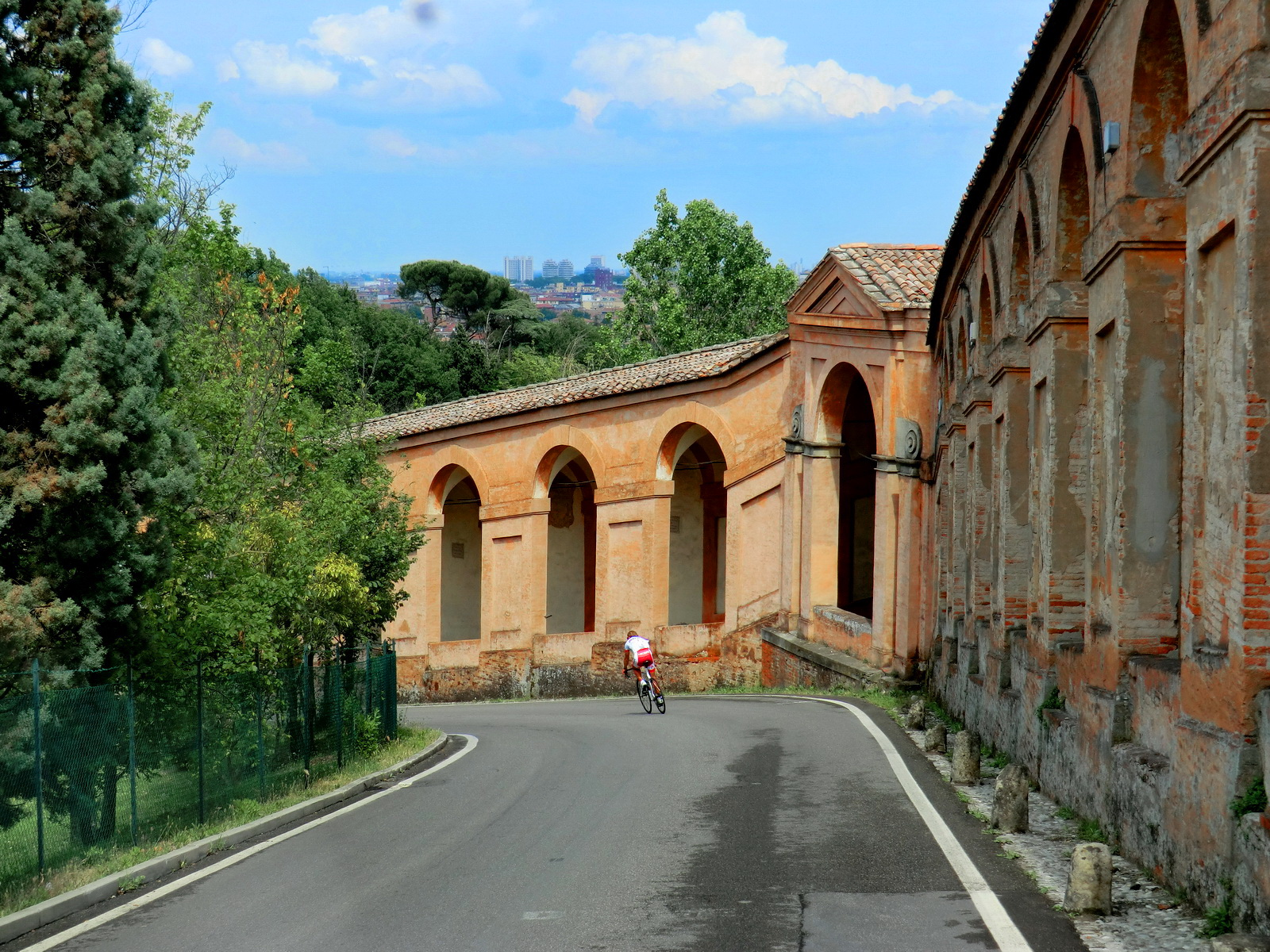
Le portico di San Luca dans la montée vers le sanctuaire.
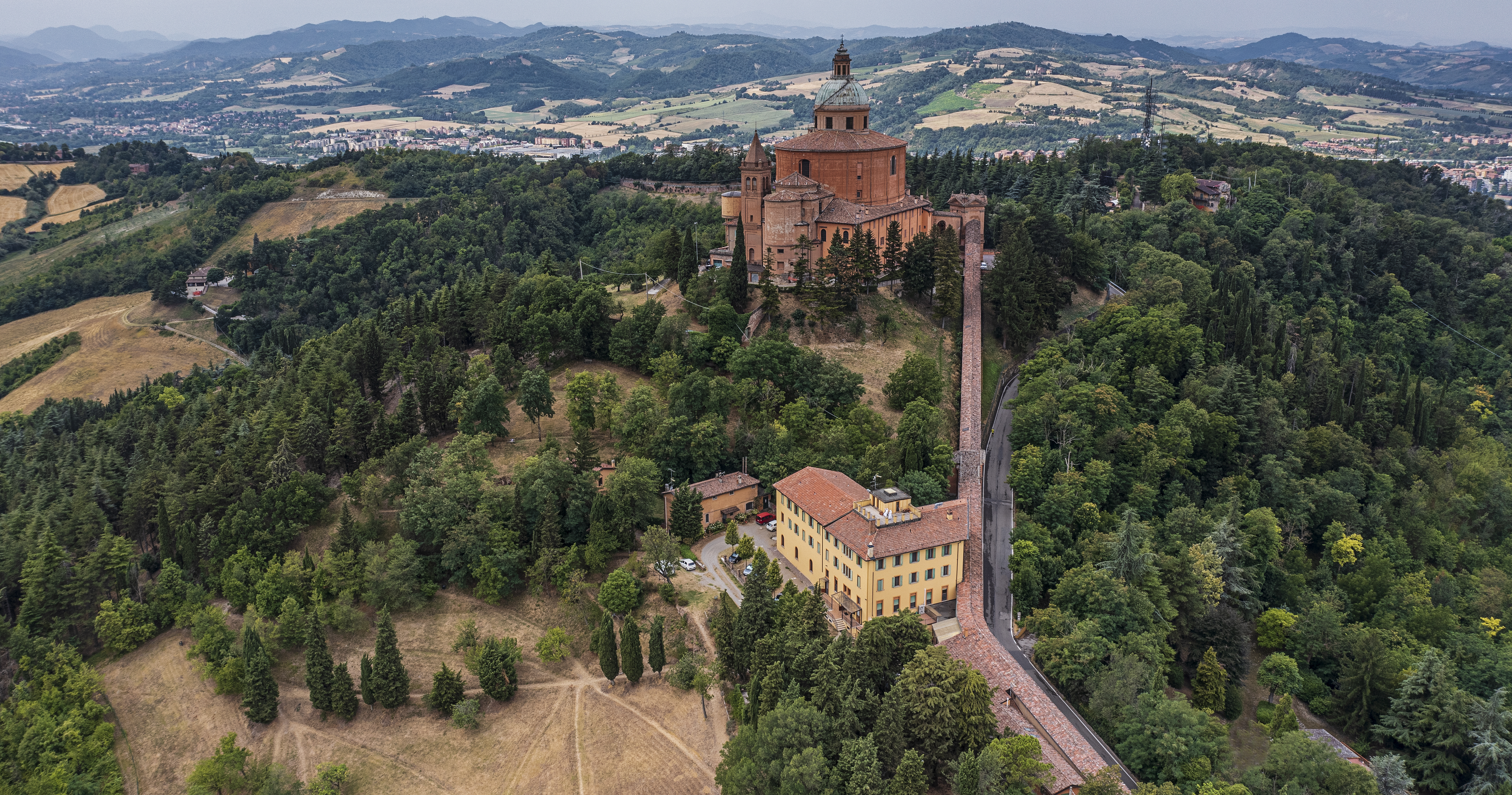
Vue panoramique du sanctuaire mettant en évidence le débouché du portico.

## Histoire
La route montant au sanctuaire est pavée en 1589 par le gouvernement de Bologne. Les pèlerins ont alors l'habitude d'accrocher des images des mystères du Rosaire aux arbres bordant la route, ce qui pousse le vicaire Olimpia Boccaferri à entamer la construction de quinze chapelles en 1640.
Pour protéger de la pluie les nombreux pèlerins, décision est prise d'ériger de très longues arcades. Un premier projet, élaboré par Camillo Saccenti (it) en 1655, est abandonné pour des raisons économiques, mais repris en 1673 par un groupe de particuliers. Un comité est créé pour recueillir les fonds nécessaires à la construction, qui s'étale entre 1674 à 1721 sous la direction de l'architecte Giovanni Giacomo Monti. À sa mort en 1692, les travaux sont achevés par Francesco Monti Bendini et Carlo Francesco Dotti, qui conçoit l'arco del Meloncello en 1721.
Des travaux de consolidation sont entrepris en 1791. Des travaux de restauration sont réalisées en 1819 et 1955, au cours desquels sont perdus de nombreux blasons peints ornant les lunettes au-dessus des arches. Les derniers travaux de restauration datent de 2019.
En 2021, le portico di San Luca est inclus dans les arcades de Bologne, un site inscrit au patrimoine mondial par l'UNESCO.